# Château des Granges (Escurolles)
Pour les articles homonymes, voir Château des Granges.
Le château des Granges est un édifice médiéval situé à Escurolles, en France.

## Localisation
Le château est situé sur le territoire de la commune d'Escurolles,  dans le département de l'Allier, en région Auvergne-Rhône-Alpes. Il se trouve au sud-est du bourg, non loin du prieuré Notre-Dame de Banelle. Il est accessible par la D 215 (route d'Espinasse-Vozelle à Escurolles).

## Description
Entourés partiellement de douves, les bâtiments comprenaient au XVe siècle un portail avec pont-levis, une galerie de tir, un bâtiment principal de deux étages dont l’étage supérieur avait un usage défensif, et une deuxième maison, liée par un tour intérieur à la maison principale. Dans le carré de 50 × 50 m, il y avait probablement quelques étables et granges.
L’ensemble défensif avait quatre tours (dont trois restent actuellement), des douves qui entouraient le château, des meurtrières et d'autres moyens de défense. Probablement au XVIIe siècle, on a définitivement abandonné la stratégie de défense, quand on a construit une grange qui traversait les douves.
Sur la façade ouest, une tour ronde sert de colombier.

## Historique
La maison forte a été bâtie vers 1468 par Durand Fradet, écuyer du roi Louis XI. 
L'arrière-petit-fils du constructeur, Gilbert Fradet, la vend à Charles de Caponni en 1586. Dans les siècles qui suivent, la demeure connaîtra plusieurs propriétaires. Pendant la Révolution française, François de Reclesne finit ses jours sous la guillotine, étant « ennemi de la Révolution » (23 avril 1794), et la maison forte est transformée en exploitation agricole.
L'édifice actuel possède toujours des caractéristiques médiévales, malgré des tentatives à l'époque de la Révolution française pour le « déféodaliser », après la visite, le 28 floréal an II (17 mai 1794), d'Antoine Cariol, commissaire désigné par le directoire du district de Gannat pour veiller à l'application de la loi du 12 pluviôse an II (31 janvier 1794) sur la destruction des signes de féodalité. Les meurtrières sont toujours là, comme (partiellement) les douves. La façade comprend un ponceau et une porte en anse de panier et un pont de pierre donne accès au porche d'entrée situé dans un châtelet percé de défenses. La porte d’entrée a survécu au pouvoir de destruction de la Révolution. La grande salle de réception existe toujours.
Le château a été acquis en 1980 par des propriétaires qui en ont fait leur demeure et ont installé dans les communs un atelier de menuiserie (Atelier des Granges) spécialisé dans une production de caractère traditionnel (parquet à la française, meubles de style).
Il fait l’objet d'une inscription au titre des monuments historiques depuis le 8 mars 1983.